# Dubno
Dubno (în ucraineană Дубно) este un oraș din Ucraina aflat în regiunea Rivne.

## Demografie
Componența lingvistică a localității Dubno
     Ucraineană (100%)
Conform recensământului din 2001, toată populația localității Dubno era vorbitoare de ucraineană (100%).